# Rise and Fall
Rise and Fall — девятый студийный альбом немецкой поп-рок-группы Fool's Garden, выпущенный 20 апреля 2018 года на лейбле Jazzhaus Records. Это второй полноформатный альбом группы, записанный и выпущенный с новым составом группы. Также это первый за очень долгое время альбом группы, попавший в музыкальный чарт Германии (последний раз туда попал альбом For Sale в 2000 году). Альбом продержался в нём одну неделю, заняв 97 строчку. Альбом выпускался в форматах LP, CD и ЦД.

## Об альбоме
Альбом открывает почти минутная композиция «Prelude», предполагающая очень меланхоличный альбом. Данное предположение подтверждается второй композицией «I Burn». Критик из laut.de прокомментировал строчки „I was a child, I was so innocent / Then I grew older tried to understand“, сказав, что данная песня звучит как спокойный классический брит-поп. Песня «New World» продолжает собой спокойную и расслабленную атмосферу альбома. Песня «Save the World Tomorrow» отличается от предыдущих песен своим минималистичным звучанием и простым ритмом, а значительной мелодичностью и оптимистичным настроем напоминает главный хит группы «Lemon Tree». Рецензент также назвал эту песню наиболее выдающейся. В то время как «High Again» представляет собой классическую поп-песню, композиция «Boys» также имеет потенциал стать хитом. Начиная с песни «Marie Marie» и вплоть до конца альбом принимает наиболее меланхоличное звучание. Критиком было отмечено, что в музыкальном плане запись лавирует между акустическим роком и поп-музыкой, периодически включая в себя электрические элементы. В заключительном предложении рецензент написал, что несмотря на тот факт, что главный хит группы был выпущен 25 лет назад, данный альбом не является чем-то вроде крика отчаяния «Эй, мы всё ещё тут!», даже если не все песни оправдывают индивидуальные ожидания.

## Список композиций
| №   | Название                  | Автор(ы)                               | Длительность |
| --- | ------------------------- | -------------------------------------- | ------------ |
| 1.  | «Prelude»                 | Хинкель, Фройденталер, Хольц           | 0:58         |
| 2.  | «I Burn»                  | Хинкель, Фройденталер, Хольц           | 4:22         |
| 3.  | «New World»               | Хинкель, Фройденталер, Хольц, Кифер    | 2:45         |
| 4.  | «Save the World Tomorrow» | Хинкель, Фройденталер, Хольц           | 3:28         |
| 5.  | «High Again»              | Хинкель, Фройденталер, Хольц           | 5:03         |
| 6.  | «Boys»                    | Хинкель, Фройденталер, Хольц, Блюмлейн | 3:14         |
| 7.  | «Marie Marie»             | Хинкель, Фройденталер, Хольц           | 3:43         |
| 8.  | «Boomtown»                | Хинкель, Фройденталер, Хольц           | 4:17         |
| 9.  | «Course of Ages»          | Хинкель, Фройденталер, Хольц           | 4:39         |
| 10. | «Shame»                   | Хинкель, Фройденталер, Хольц           | 3:17         |
| 11. | «Still Running»           | Хинкель, Фройденталер, Хольц           | 5:31         |
| 12. | «All We Are»              | Хинкель, Фройденталер, Хольц           | 3:26         |
| 13. | «Embrace»                 | Хинкель, Фройденталер, Хольц           | 4:46         |
| 14. | «Rise and Fall»           | Хинкель, Фройденталер, Хольц           | 6:56         |

## В записи участвовали
Информация основана на данных с сайта AllMusic.
- Петер Фройденталер — вокал, композитор
- Фолькер Хинкель — гитара, синтезатор Муга, пианино, бэк-вокал, вокал, композитор
- Дирк Блюмлейн — бас-гитара, композитор
- Габриэль Хольц — гитара, бэк-вокал, композитор
- Торстен Кифер — клавишные, композитор
- Ян Хис — ударные